# متودی آنانیف
متودی آنانیف (به انگلیسی: Metodi Ananiev) متولد ۱۷ فوریه ۱۹۸۶ بازیکن والیبال اهل بلغارستان، عضو تیم ملی والیبال بلغارستان است. آنانیف در سال ۲۰۰۹ به همراه بلغارستان به مدال برنز قهرمانی والیبال اروپا رسید. متودی سابقه عضویت در باشگاه‌های لفسکی صوفیه، گابکا، پتروشیمی بندر امام، کالیپو ویبو والنتیا، اولشتین، رن و پیکان را کارنامه خود دارد. انانیف در سال ۲۰۱۴ به صورت قرضی از رن به پیکان پیوست و بعد نیم فصل حضور در این تیم به صورت قرضی به گاز عراق پیوست و بعد از حضور در جام باشگاه‌های آسیا باز هم به صورت قرضی تا سال ۲۰۱۵ به شهرداری پالاندوکن پیوست.